# Анджапаридзе, Этери
Этери Зурабовна Анджапаридзе (груз. ეთერ ანჯაფარიძე, англ. Eteri Andjaparidze; род. 15 сентября 1956, Тбилиси) — грузинская и американская пианистка, музыкальный педагог. Дочь певца Зураба Анджапаридзе и музыкального педагога Иветты Бахтадзе. Народная артистка Грузинской ССР (1989).
Начала учиться музыке у своей матери и Мэри Чавчанидзе, дебютировала на концертной сцене в восьмилетнем возрасте. В 16 лет выиграла Закавказский конкурс юных музыкантов в Баку, после чего получила приглашение на Пятый Международный конкурс имени П. И. Чайковского (1974), где разделила IV премию с Андрашем Шиффом (победителем стал Андрей Гаврилов). Консультировалась перед конкурсом с Верой Горностаевой, затем под её руководством окончила Московскую консерваторию (1979) и аспирантуру (1981). В 1976 году выиграла Монреальский международный конкурс исполнителей.
В 1981—1991 годах профессор Тбилисской консерватории. Народная артистка Грузинской ССР (1989).
С 1991 года живёт и работает в США, преподавала в различных учебных заведениях, в том числе в Университете Де Поля и Маннес-колледже. С 2000 года гражданка США.
Среди записей Анджапаридзе — произведения Иоганна Себастьяна Баха и Доменико Скарлатти, Сергея Рахманинова и Сергея Прокофьева. В 2000 году записанный Анджапаридзе альбом с сочинениями Зеза Конфри был номинирован на премию «Грэмми».